# Hamza Guessoum
Pour les articles homonymes, voir Guessoum.
Hamza Guessoum est un footballeur algérien né le 10 novembre 1981 à Alger. Il évoluait au poste de milieu droit.

## Biographie
Hamza Guessoum évolue principalement en faveur de l'USM El Harrach et du GC Mascara, et avec le club amateur de l'AGS Belvédère.
Il inscrit notamment cinq buts en première division algérienne lors de la saison 2004-2005 avec le GC Mascara, et cinq buts dans ce même championnat en 2008-2009 avec l'USM El Harrach.

## Palmarès
- Vainqueur du Groupe Ouest de Division 2 en 2004 avec le GC Mascara
- Accession en Ligue 1 en 2008 avec l'USM El Harrach